# Catamenia

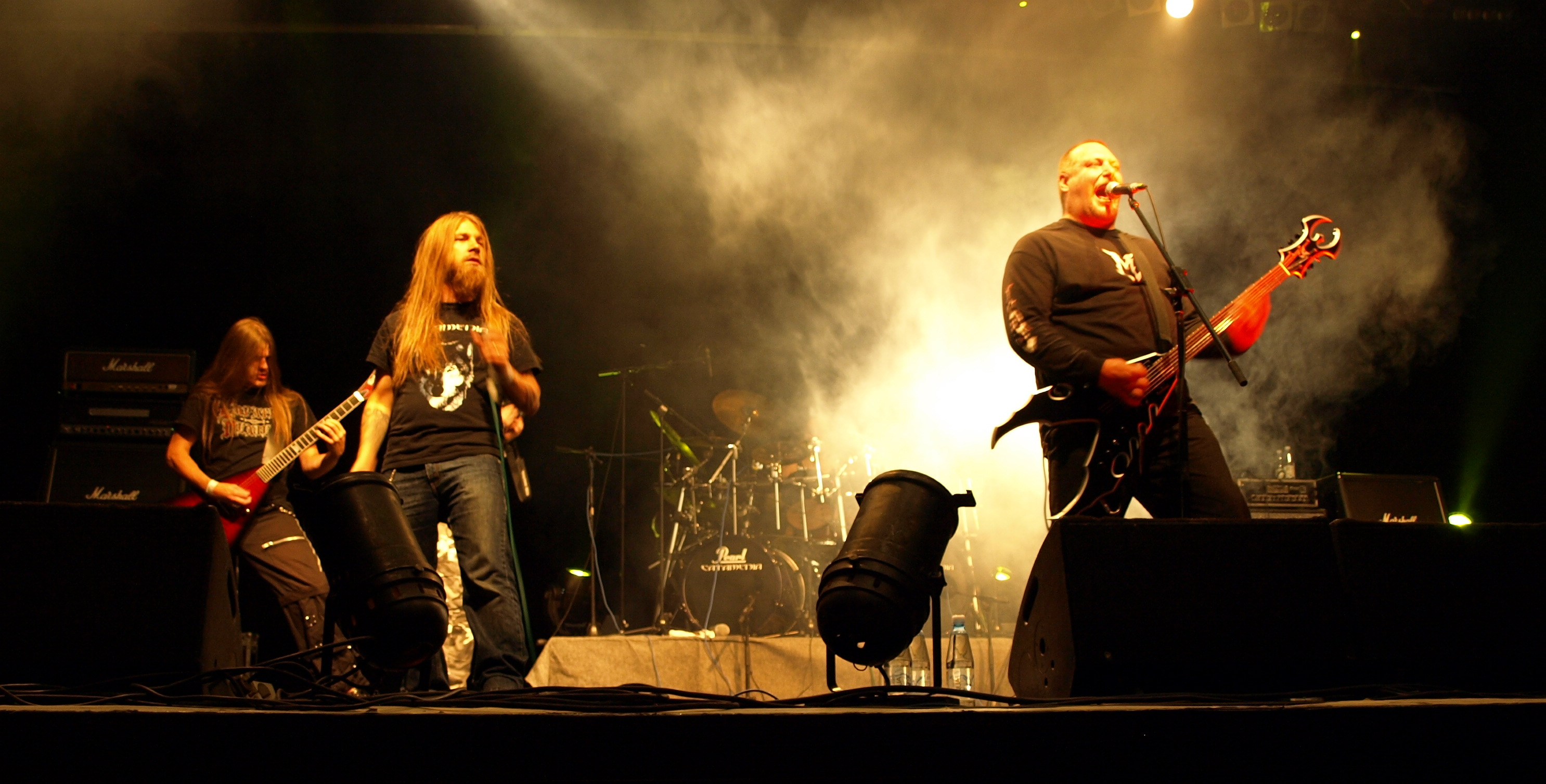
Catamenia, Jalometalli 2008, Oulu

Catamenia este una dintre cele mai cunoscute formații de black metal din Finlanda, fondată în anul 1995, de către membrii trupelor Riku Hopeakoski și Mika Tönning, în Oulu, Finlanda. Trupa a lansat primul album demo chiar în anul înființării, iar cel de-al doilea album, Winds (1996), a dus la semnarea unui contract cu casa de discuri Massacre Records.   

## Albume de studio
- Halls of Frozen North  (1998)
- Morning Crimson  (1999)
- Eternal Winter's Prophecy  (2000)
- Eskhata  (2002)
- Chaos Born  (2003)
- Winternight Tragedies  (2005)
- Location: COLD  (2006)
- VIII – The Time Unchained  (2008)
- Cavalcade  (2010)